# Erlenbach, Zürich
Erlenbach är en ort och kommun  i distriktet Meilen i kantonen Zürich, Schweiz. Kommunen har 5 542 invånare (2023).
Erlenbach ligger vid Zürichsjön cirka 10 km sydöst om Zürich.